# 圖庫皮多
9°17′12″N 65°46′12″W / 9.28667°N 65.77000°W
圖庫皮多（西班牙語：Tucupido），是委內瑞拉的城鎮，位於該國中部瓜里科州，是里瓦斯市的首府，始建於1760年，海拔高度130米，每年平均降雨量950毫米，人口41,297。